# Det Norske Veritas
Det Norske Veritas (DNV) – norweskie towarzystwo klasyfikacyjne z siedzibą centrali w Oslo, powstałe w 1864 roku.
Od 1865 roku DNV corocznie wydaje księgę rejestru statków obejmującą wszystkie statki państw skandynawskich, Finlandii i Islandii. W 1867 roku DNV wydało własne, choć wzorowane na LR i BV, przepisy dot. szkutnictwa norweskiego, a w 1871 roku przepisy dot. statków żelaznych.
Det Norske Veritas jako pierwsze towarzystwo na świecie wydało regulacje dla dużych tankowców, zastąpiło stosowanie tabelarycznych przepisów klasyfikacyjnych obliczaniem wytrzymałości oraz wprowadziło komputery do obliczania wytrzymałości.
DNV prowadzi także certyfikację jakościową, np. ISO 9001, oraz jest członkiem IACS.
Główny norweski podmiot DNV jest fundacją prowadzącą działalność gospodarczą, zaś cały wypracowany zysk przeznacza na cele statutowe, m.in. badania i rozwój. W Polsce działalność DNV jest prowadzona w formie spółki z ograniczoną odpowiedzialnością.
Od roku stycznia 2017 Det Norske Veritas Poland Sp. z o.o. zmieniła nazwę na DNV GL Poland Sp. z o.o. w wyniku połączenia z Germanischer Lloyd.